# Dred Scott

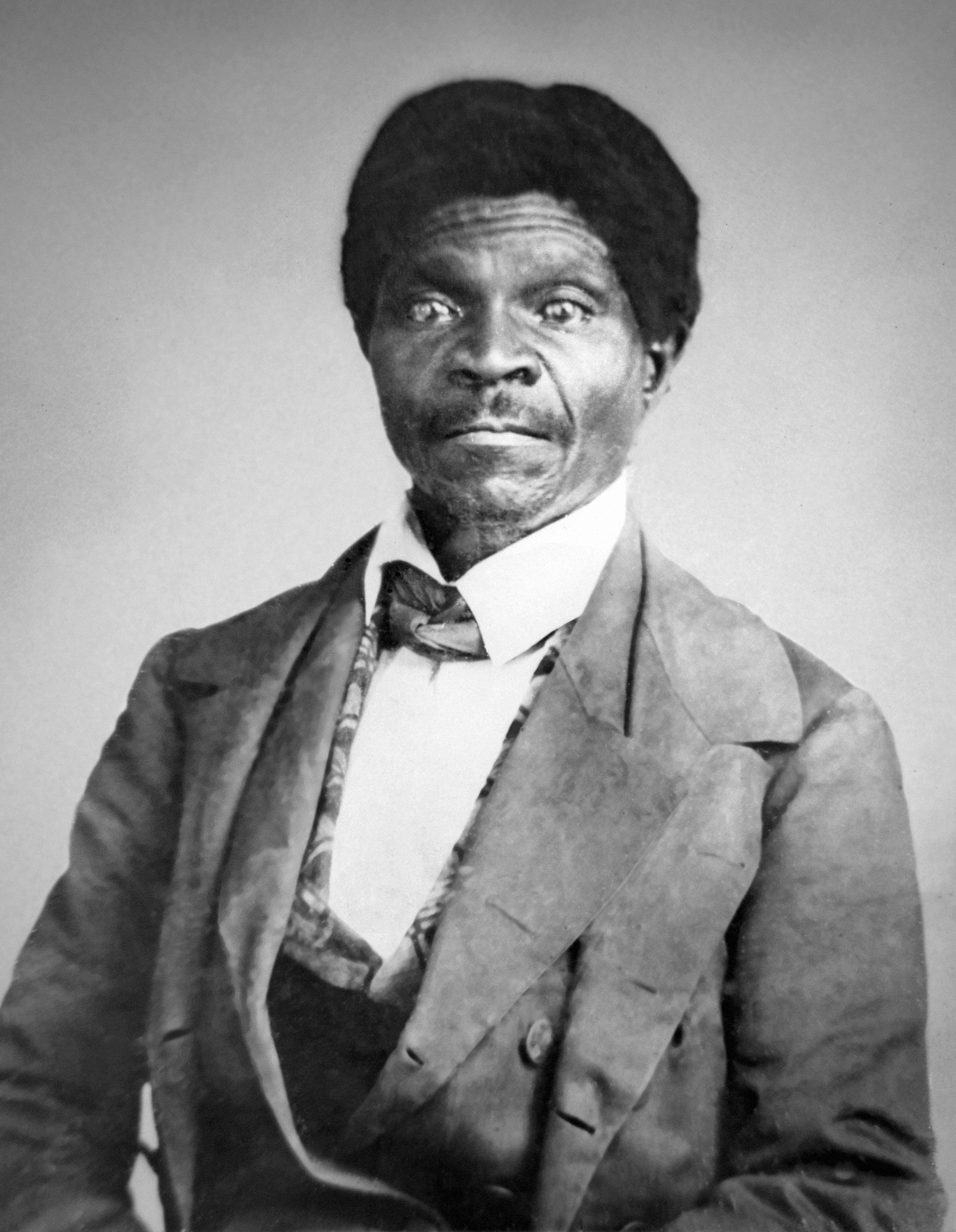
Dred Scott hacia 1857.

Dred Scott (condado de Southampton, Virginia, hacia 1799 - San Luis, Misuri, 17 de septiembre de 1858) fue un esclavo afroamericano que demandó sin éxito su libertad y la de su esposa y sus dos hijas en el Caso Dred Scott contra Sandford de 1857, popularmente conocido como el "caso Dred Scott". Scott afirmó que a él y a su esposa se les debería conceder la libertad porque habían vivido en Illinois y el Territorio de Wisconsin durante cuatro años, donde la esclavitud era ilegal.
La Corte Suprema de los Estados Unidos decidió 7-2 contra Scott, y encontró que ni él ni ninguna otra persona de ascendencia africana podía reclamar la ciudadanía en los Estados Unidos y, por lo tanto, Scott no podía entablar una demanda ante un tribunal federal bajo las reglas de diversidad de la ciudadanía. Además, la residencia temporal de Scott fuera de Misuri no produjo su emancipación bajo el Compromiso de Misuri, que el tribunal declaró inconstitucional ya que "privaría indebidamente al propietario de Scott de su propiedad legal".
Mientras el presidente del Tribunal Supremo Roger B. Taney esperaba resolver las cuestiones relacionadas con la esclavitud y la autoridad del Congreso con esta decisión, suscitó la indignación pública, profundizó las tensiones entre los estados del norte y del sur, acelerando la eventual explosión de sus diferencias en la Guerra de Secesión. La Proclamación de Emancipación del presidente Abraham Lincoln en 1863, y las Enmiendas de la Reconstrucción posteriores a la guerra civil -las enmiendas decimotercera, decimocuarta y decimoquinta- anularon la decisión.

## Vida
Dred Scott nació en la esclavitud alrededor de 1799 en el condado de Southampton, Virginia. No está claro si Dred era su nombre de pila o una forma abreviada de Etheldred. En 1818, Peter Blow y su familia llevaron a sus seis esclavos a Alabama, donde la familia dirigía una granja sin éxito en un lugar cerca de Huntsville que ahora ocupa la Universidad de Oakwood. Los Blow abandonaron la agricultura en 1830 y se mudaron a San Luis, Misuri, donde administraron una pensión. Dred Scott fue vendido al Dr. John Emerson, un cirujano que prestaba servicio en el ejército de los Estados Unidos. Después de que Scott supiera que lo venderían al Dr. Emerson y se tendría que ir a Rock Island, Illinois, intentó huir. Su decisión de hacerlo fue impulsada por un disgusto que había desarrollado previamente hacia el Dr. Emerson. Scott fue temporalmente exitoso en su fuga ya que, al igual que muchos otros esclavos fugitivos durante este período de tiempo, "nunca trató de distanciar a sus perseguidores, sino que esquivó a sus compañeros de esclavos el mayor tiempo posible". Finalmente, fue capturado en los "Pantanos Lucas" de Misuri y llevado de vuelta. Blow murió en 1832, y los historiadores debaten si Scott fue vendido a Emerson antes o después de su muerte. Algunos creen que Scott fue vendido en 1831, mientras que otros señalan a varios esclavos en la propiedad de Blow que fueron vendidos a Emerson después de la muerte de Blow, incluido uno con un nombre dado como Sam, que puede ser la misma persona que Scott.
Como oficial del ejército, el Dr. Emerson se movía con frecuencia, llevando a Scott con él a cada nuevo puesto del ejército. En 1836, Emerson y Scott fueron a Fort Armstrong, en el estado libre de Illinois. En 1837, Emerson llevó a Scott a Fort Snelling, en lo que hoy es el estado de Minnesota y luego se encontraba en el territorio libre de Wisconsin. Allí, Scott conoció y se casó con Harriet Robinson, una esclava propiedad de Lawrence Taliaferro. El matrimonio se formalizó en una ceremonia civil presidida por Taliaferro, que era un juez de paz. Dado que los matrimonios de esclavos no tenían ninguna sanción legal, los partidarios de Scott señalarían posteriormente a esta ceremonia como evidencia de que Scott estaba siendo tratado como un hombre libre. Sin embargo, Taliaferro transfirió a Harriet a Emerson, quien trató a los Scott como sus esclavos.
Emerson se mudó a Jefferson Barracks en 1837, dejando atrás a la familia Scott y arrendándola a otros oficiales. En febrero de 1838, Emerson conoció y se casó con Eliza Irene Sanford en Fort Jesup, en Luisiana, y envió a los Scott de regreso con él. Mientras estaba en un barco de vapor en el río Misisipi, entre el estado libre de Illinois y el distrito de Iowa en el Territorio de Wisconsin, Harriet Scott dio a luz a su primera hija, a quien llamaron Eliza. Luego tuvieron otra hija, Lizzie. Luego también tendrían dos hijos, pero ninguno sobrevivió más allá de la infancia.
Los Emerson y los Scott regresaron a Misuri en 1840. En 1842, Emerson dejó el ejército. Después de su muerte en el Territorio de Iowa en 1843, su viuda Irene heredó su patrimonio, incluidos los Scott. Durante tres años después de la muerte de Emerson, ella continuó arrendando al matrimonio como esclavos contratados. En 1846, Scott intentó comprar su libertad y la de su familia, ofreciendo 300 dólares, alrededor de 8,000 dólares en valor actual. Sin embargo, Irene Emerson se negó, lo que llevó a Scott a recurrir a recursos legales.

## Caso Dred Scott
Al no haber podido comprar su libertad, en 1846 Scott presentó una demanda legal en el Tribunal de Circuito de St. Louis. Scott se mantuvo en un terreno legal sólido, ya que el precedente de Misuri que data de 1824 sostenía que los esclavos liberados a través de una residencia prolongada en un estado libre permanecerían libres cuando fueran llevados de regreso a Misuri. La doctrina era conocida como "Una vez libre, siempre libre". Scott y su esposa habían residido durante dos años en estados libres y territorios libres, y su hija mayor había nacido en el río Misisipi, entre un estado libre y un territorio libre.
Dred Scott fue incluido en la lista como el único demandante en el caso, pero su esposa, Harriet, desempeñó un papel crítico, presionándolo para buscar la libertad en nombre de su familia. Ella frecuentaba la iglesia con frecuencia, y el pastor de su iglesia en St. Louis (un conocido abolicionista) conectó a los Scott con su primer abogado. Las niñas de los Scott tenían alrededor de diez años en el momento en que se archivó el caso, que era la edad en que los esclavos más jóvenes se convertían en activos más valiosos para los propietarios como esclavos para vender. Para evitar que la familia fuera separada, Harriet le pidió a Dred que actuara.
El caso Scott v. Emerson fue juzgado en 1847 en el juzgado federal estatal de St. Louis. El abogado de Dred Scott fue originalmente Francis B. Murdoch y luego Charles D. Drake. Debido a que transcurrió más de un año desde el momento de la presentación inicial de la solicitud hasta el juicio, Drake se mudó de San Luis durante ese tiempo. Samuel M. Bay probó el caso en la corte. El veredicto fue en contra de Scott, ya que el testimonio que estableció que su propiedad por parte de la Sra. Emerson fue declarada de oídas. Sin embargo, el juez pidió un nuevo juicio, que finalmente se celebró en enero de 1850. Esta vez, se presentó evidencia directa de que Emerson era dueño de Scott, y el jurado falló a favor de la libertad de Scott.
Irene Emerson apeló. En 1852, la Corte Suprema de Misuri anuló el fallo del tribunal inferior, argumentando que el creciente sentimiento antiesclavista en los estados libres hacía que ya no fuera necesario que Misuri se apegara a las leyes de los estados libres. Al hacerlo, la corte anuló 28 años de precedente en Misuri. El juez Hamilton R. Gamble, quien más tarde fue nombrado gobernador del estado, discrepó fuertemente con la decisión de la mayoría y escribió una opinión disidente.
En 1853, Scott nuevamente demandó, esta vez bajo la ley federal. Irene Emerson se había mudado a Massachusetts, y Scott había sido transferido al hermano de Irene Emerson, John F. A. Sanford. Debido a que Sanford era ciudadano de Nueva York, mientras que Scott sería ciudadano de Misuri si fuera libre, los tribunales federales tenían jurisdicción de diversidad sobre el caso. Después de perder nuevamente en la corte del distrito federal, apelaron ante la Corte Suprema de los Estados Unidos en Dred Scott v. Sandford. (El nombre se deletrea "Sandford" en la decisión del tribunal debido a un error administrativo).
El 6 de marzo de 1857, el presidente del Tribunal Supremo, Roger B. Taney, emitió la opinión mayoritaria. Taney dictaminó que:
- Cualquier persona descendiente de africanos, ya sea esclava o libre, no es ciudadana de los Estados Unidos, de acuerdo con la Constitución.
- La Ordenanza de 1787 no podía conferir ni libertad ni ciudadanía dentro del Territorio del Noroeste a individuos no blancos.
- Las disposiciones de la Ley de 1820, conocida como el Compromiso de Misuri, se anularon como un acto legislativo, ya que el acto excedió los poderes del Congreso, en la medida en que intentó excluir la esclavitud e impartir libertad y ciudadanía a las personas no blancas en el norte parte de la compra de Luisiana.[17]

El tribunal dictaminó que los afroamericanos no tenían derecho a la libertad ni a la ciudadanía. Como no eran ciudadanos, no tenían la capacidad legal para presentar una demanda ante un tribunal federal. Como los esclavos eran propiedad privada, el Congreso no tenía el poder de regular la esclavitud en los territorios y no podía revocar los derechos de un propietario de esclavos según el lugar donde vivía. Esta decisión anuló la esencia del Compromiso de Misuri, que dividió los territorios en jurisdicciones libres o esclavas. Hablando en nombre de la mayoría, Taney dictaminó que debido a que Scott simplemente se le consideraba propiedad privada de sus dueños, estaba sujeto a la Quinta Enmienda a la Constitución de los Estados Unidos, que prohíbe tomar propiedad de su dueño "sin el debido proceso".
El veredicto sobre Scott aumentó las tensiones entre facciones pro esclavistas y antiesclavistas tanto en el norte como en el sur, lo que empujó aún más al país hacia el borde de una guerra civil. Finalmente, la Decimocuarta Enmienda a la Constitución resolvió el problema de la ciudadanía negra a través de la Sección 1 de esa Enmienda: "Todas las personas nacidas o naturalizadas en los Estados Unidos, y sujetas a su jurisdicción, son ciudadanos de los Estados Unidos y del Estado en donde ellos residen ... ".

## Ayuda abolicionista para el caso de Scott
La demanda de libertad de Scott ante los tribunales estatales fue respaldada financieramente por los hijos de Peter Blow, quienes se habían vuelto en contra de la esclavitud en la década desde que vendieron a Dred Scott. Henry Taylor Blow se convirtió en congresista republicano después de la Guerra de Secesión, Charlotte Taylor Blow se casó con el hijo de un editor de un periódico abolicionista y Martha Ella Blow se casó con Charles D. Drake, uno de los abogados de Scott que se convirtió en senador republicano. Los miembros de la familia Blow firmaron como garantía de los honorarios legales de Scott y obtuvieron los servicios de abogados locales. Mientras el caso estaba pendiente, Scott fue arrendado por el alguacil del condado de St. Louis, quien mantuvo los pagos en custodia. En 1851, Scott fue alquilado por Charles Edmund LaBeaume, cuya hermana se había casado en la familia Blow. Scott trabajó como conserje en el bufete de abogados de LaBeaume, que compartía con Roswell Field.
Después de la decisión de la Corte Suprema de Misuri, la familia Blow concluyó que el caso era inútil y decidió que ya no podían pagar los honorarios legales de Scott. Roswell Field acordó representar a Scott pro bono ante los tribunales federales. Scott fue representado ante la Corte Suprema de EE. UU. por Montgomery Blair, un abolicionista que más tarde se unió al gabinete de Abraham Lincoln como director general de Correos, y George Curtis, cuyo hermano Benjamín se sentó en la Corte Suprema y escribió uno de los dos disidentes en Dred Scott v Sandford.
En 1850, Irene Emerson se volvió a casar y se mudó a Springfield, Massachusetts. Su nuevo marido, Calvin C. Chaffee, era un abolicionista que fue elegido para el Congreso de los Estados Unidos en 1854. Chaffee fue atacado ferozmente por los periódicos pro esclavistas por su aparente hipocresía al poseer esclavos. En respuesta, Chaffee afirmó que ni él ni la señora Chaffee siquiera sabían del caso hasta que fue "notado por el juicio" y le escribió a Montgomery Blair, "mi esposa ... desea saber si tiene el poder legal y el derecho a emancipar a la familia de Dred Scott".
Las extrañas circunstancias del caso Dred Scott levantaron sospechas en el momento de la colusión para crear un caso de prueba. Los periódicos abolicionistas denunciaron que los esclavistas se confabularon para nombrar a un neoyorquino como acusado, mientras que los periódicos pro esclavistas acusaron a los neoyorquinos de colusión. Se demostró un siglo después que John Sanford nunca había sido dueño de Dred Scott, ni sirvió como ejecutor de la voluntad del Dr. Emerson. No fue necesario encontrar un neoyorquino para garantizar la jurisdicción de diversidad de los tribunales federales, ya que Irene Emerson Chaffee se había convertido en residente de Massachusetts. Después del fallo de la Corte Suprema de EE. UU., Roswell Field le informó al Dr. Chaffee que la Sra. Chaffee tenía plenos poderes sobre Scott. Sin embargo, Sanford había estado involucrado en el caso desde el principio, ya que había asegurado un abogado para defender a la Sra. Emerson en la demanda estatal original, antes de casarse con Chaffee.

## Libertad post-caso
Después del fallo, los Chaffee transfirieron a la familia Scott a Taylor Blow, quien los manumitió el 26 de mayo de 1857. Scott trabajó como portero en un hotel de St. Louis, pero su libertad duró poco; murió de tuberculosis en septiembre de 1858. Le sobrevivieron su esposa y sus dos hijas.
Scott fue originalmente enterrado en el cementerio Wesleyan en St. Louis. Cuando este cementerio fue cerrado nueve años más tarde, Taylor Blow transfirió el ataúd de Scott a una parcela sin marcar en el cercano cementerio católico Calvary, St. Louis, que permitía el entierro de esclavos no católicos por parte de dueños católicos. Posteriormente se desarrolló una tradición local de colocar centavos de Lincoln sobre la lápida de Scott para atraer la buena suerte.
Harriet Scott fue enterrada en el cementerio de Greenwood en Hillsdale, Misuri. Ella sobrevivió a su esposo dieciocho años, muriendo el 17 de junio de 1876.